# Голландсько-аргентинська порода
Голландсько-аргентинська порода(ісп. Holando-Argentino), також аргентинська голштинська порода, аргентинська фризька порода  — порода великої рогатої худоби молочного напрямку, виведена в Аргентині від худоби голландської породи. Є основною молочною породою великої рогатої худоби в Аргентині.

## Історія
Порода утворилася від голландської худоби (фризького відріддя), завезеної у 1880 році з Нідерландів до північних районів аргентинських провінцій Кордова, Санта-Фе та до селища Пергаміно у провінції Буенос-Айрес. В той час як завезена худоба мала м'ясо-молочний напрямок, в Аргентині відбір голландської породи вівся у напрямку розвитку молочних якостей худоби.
У 1967 році в Аргентині налічувалося до 6 млн голів худоби голландсько-аргентинської породи.

## Опис
Корови середнього розміру, мають зріст 140—150 см. Тулуб діжкоподібний. Вага корів становить від 600 до 650 кг, що разом з відмінною будовою ніг і копит полегшує їхній нагул. Це важливий чинник, бо в Аргентині корова на пасовищах може подолати площу 5 квадратних кілометрів у пошуку їжі. Порода має тонку шкіру, тонку шию, широкий ніс і грудну систему чудової будови, з добре розвиненим вим'ям.

## Поширення
В Аргентині голландсько-аргентинську породу розводять в усіх родючих регіонах Аргентини. Виробництво молока зосереджено в основному в басейнах річок, розташованих у вологих пампасах (провінції Буенос-Айрес, Санта-Фе, Кордова, Ентре-Ріос) та на іншій території пампасів. Швидке розширення меж розповсюдження породи спостерігається також в басейнах менших річок, в таких провінціях як Сальта, Тукуман, Формоса, Катамарка і Мендоса, що лежать у зонах з найрізноманітнішими географічними і кліматичними характеристиками.
Худоба голландсько-аргентинської породи експортується в декілька країн, де може використовуватись для поліпшення наявної худоби у напрямі збільшення виробництва молока.

## Виноски
1. ↑  Argentine Holstein. // Mason's World Dictionary of Livestock Breeds, Types and Varieties [Архівовано 20 грудня 2016 у Wayback Machine.]. / Revised by Valerie Porter. — 5th edition. — CABI, 2002. P. 20. ISBN 0 85199 430 X (англ.)
2. ↑   Argentine Friesian cattle. // Subject Headings. 15th edition. Volume I. — Cataloging Distribution Service, Library of Congress, Washington, D. C., 1992. — P. 245. ISSN 1048-9711 (англ.)
3. ↑  М. Гавриленко, І. Базишина, А. Пожилов (16 липня 2012 року). «М'ясний цех» Латинської Америки. Інтернет-варіант журналу «Аграрний сектор. Україна» http://www.a7d.com.ua. Архів оригіналу за 29 жовтня 2016. Процитовано грудень 2016. {{cite web}}: Зовнішнє посилання в |work= (довідка)
4. 1 2 3 4  Holando-Argentino. Breeds of Livestock - Cattle Breeds. Сайт http://www.ansi.okstate.edu. Oklahoma State University, Department of Animal Science. Архів оригіналу за 24 грудня 2016. Процитовано грудень 2016. {{cite web}}: Зовнішнє посилання в |work= (довідка) (англ.)
5. ↑   Argentina's Livestock and Meat Industry. — U.S. Department of Agriculture, Foreign Agricultural Service, 1967. P. 20. (англ.)